# Loredana Maiuri
Loredana Maiuri, nota anche con lo pseudonimo di Majuri (Tivoli, 28 giugno 1963), è una cantante italiana.
Ha all'attivo moltissime collaborazioni come Vocalist/Sogwriter con numerosi DJ/Producers in Italia e all'estero. Vocalist doppiatrice in due edizioni di Non è la Rai, Vocalist nella prima edizione di Tira e Molla (Canale 5) con Paolo Bonolis e Luca Laurenti; Vocalist in 7 edizioni di Sarabanda con Enrico Papi (Italia 1). Attualmente è  lead singer nella band "Lillo e i Vagabondi" capitanata dal comico Lillo.

## Biografia
Debutta come corista nel programma di Raffaella Carrà Buonasera Raffaella nella stagione televisiva 1988/1989.
Nelle stagioni successive partecipa a Ewiva, programma di Milly Carlucci, e a 3 edizioni di Domenica In, la prima con Raffaella Carrà, poi con Marisa Laurito e infine Edwige Fenech, per la regia di Gianni Boncompagni. La sua carriera continua con un altro programma del regista, Non è la RAI, in cui è vocalist doppiatrice tra il 1993 e il 1995.
Realizza i cori per i due album di Ambra Angiolini T'appartengo e Angiolini (per quest'ultimo, in seguito, ha inciso anche i cori per l'edizione spagnola Angelitos).
Per il cinema, firma il brano Angel con Alessandro Cipriani, inserito nella colonna sonora del film Desiderando Giulia del 1986. Nel 1994 interpreta due brani per la colonna sonora del film Delit Mineur con musiche di Romano Musumarra. 
Nel 1996 partecipa alla prima edizione del programma Tira & Molla su Canale 5 con Paolo Bonolis e Luca Laurenti, 
Nel 1997 entra nel cast di Sarabanda su Italia 1, condotto da Enrico Papi, dove insieme a Massimo Facchini e Letizia Liberati resta fino al 30 gennaio 2004.
Nel 1999 partecipa a un progetto di musica dance prodotto da Nicoromano, per il quale assume il nome d'arte Majuri, interpretando il brano Happiness, pubblicato dalla MASAR Edizioni Musicali su etichetta JAB Records. 
Dopo le collaborazioni televisive, a partire dal 2007 inizia a collaborare con numerosi Dj-Producers in Italia e all’estero (Gabry Ponte, Pain & Rossini, Gianni Bini, Tom Novy, D.O.N.S), pubblicando in pochi anni circa 80 singoli, di cui firma testi e melodie.
Nel 2010 la sua voce viene scelta dalla Scavolini per interpretare il brano Cheek to Cheek. 
Nel 2017 partecipa al programma Hidden Singer, nella puntata dedicata a Loredana Bertè.
Nel 2019 compare in Amici Celebrities su Canale 5, come corista nella band di Joe Bastianich.
Dal 2017 è lead singer della band Lillo & I Vagabondi capitanata dal comico Lillo, con cui ha inciso il singolo Logorroic Rap, presentato con un videoclip nel 2021.
Nel 2025 partecipa a The Voice Senior, entrando nel team di Loredana Bertè e raggiungendo la finale. 

## Discografia

### Singoli
- 1999 - Happiness
- 2007 - Shock Me!
- 2008 - Can't Wait Another Day
- 2008 - Look Into My Eyes
- 2009 - Lift Me Up
- Kris Reen Vs Majuri “Misunderstanding D:Vision 2010 Italy

### Partecipazioni
- 1993 - Non è la Rai sTREnna (con le canzoni Be My Baby e Oh, Pretty Woman)
- 1994 - Non è la Rai estate (con la canzone Light My Fire)
- 1994 - Non è la Rai novanta5 (con le canzoni Bello e impossibile, Too Bad, Kiss, Don Giovanni e Vere amiche)
- 1995 - Non è la Rai gran finale (con le canzoni Words, Mamma mia, La Notte e Drive My Car)